# Conteville (Eure)
Conteville – miejscowość i gmina we Francji, w regionie Normandia, w departamencie Eure.
Według danych na rok 1990 gminę zamieszkiwało 701 osób, a gęstość zaludnienia wynosiła 66 osób/km² (wśród 1421 gmin Górnej Normandii Conteville plasuje się na 341. miejscu pod względem liczby ludności, natomiast pod względem powierzchni na miejscu 315.).